# Rudi van Dantzig
Rudi van Dantzig est un danseur, chorégraphe et écrivain néerlandais né à Amsterdam le 4 août 1933 et mort le 19 janvier 2012.

## Biographie
Rudi van Dantzig naît le 4 août 1933 à Amsterdam.
Très influencé par le travail de Martha Graham, il débute en 1952 et entre deux ans plus tard au Nederlands Ballet (qui fusionnera en 1961 avec l'Amsterdams Ballet pour devenir le Nationale Ballet).
Dès 1965, il est codirecteur du Nationale Ballet pour en devenir, de 1971 à 1991, seul directeur.
Il est l'auteur de plusieurs livres, dont un roman autobiographique paru en 1986, intitulé Voor een verloren soldaat (Pour un soldat perdu) et un ouvrage paru en 2008, en hommage à Rudolf Noureev (Remembering Nureyev). De son texte autobiographique, le réalisateur néerlandais Roeland Kerbosch a tiré un film du même nom en 1992.
Il a été membre du Prix Benois de la Danse, à Moscou.
Il meurt le 19 janvier 2012 dans sa ville natale.

## Principaux ballets
- 1955 : Night Island
- 1958 : The Family Circle
- 1961 : Jungle
- 1965 : Monument for a Dead Boy[1].
- 1968 : Moments
- 1970 : On the Way
- 1971 : Coloured Birds
- 1973 : Here Rests : À Summer Day
- 1973 : Ramifications
- 1975 : Blown in a Gentle Wind
- 1977 : Four Last Songs
- 1979 : Life
- 1981 : Under my Feet
- 1983 : No Man's Land
- 1987 : Sans armes, Citoyens !
- 1990 : Archangels Butcher the Heavens Red